# Gustavo Marzi
Gustavo Marzi (Livorno, 25 novembre 1908 – Trieste, 14 novembre 1966) è stato uno schermidore italiano, specializzato nel fioretto e nella sciabola. Ha vinto due medaglie d'oro e cinque d'argento nella scherma ai Giochi olimpici.

## Biografia
Allievo di Beppe Nadi al Circolo Scherma Fides di Livorno, con 7 medaglie olimpiche, Gustavo Marzi è stato uno degli atleti più vincenti della scherma italiana.
Conquistò la sua prima medaglia, un argento nella sciabola a squadre, alle Olimpiadi di Amsterdam del 1928. Ma l'Olimpiade della sua consacrazione fu quella di Los Angeles del 1932 quando vinse un oro nel fioretto individuale e due argenti, uno nel fioretto e l'altro nella sciabola a squadre.
Si aggiudicò le ultime medaglie alle Olimpiadi di Berlino nel 1936 con l'oro nel fioretto a squadre (con Giorgio Bocchino, Giulio Gaudini, Gioacchino Guaragna, Manlio Di Rosa e Ciro Verratti) e due ancora due argenti nella sciabola individuale e a squadre.

## Palmarès
In carriera ha ottenuto i seguenti risultati:

### Giochi olimpici
Individuale
- Oro nel fioretto a Los Angeles 1932
- Argento nella sciabola a Berlino 1936

A squadre
- Oro nel fioretto a Berlino 1936
- Argento nella sciabola ad Amsterdam 1928
- Argento nel fioretto a Los Angeles 1932
- Argento nella sciabola a Los Angeles 1932
- Argento nella sciabola a Berlino 1936

### Mondiali
Individuale
- Oro nel fioretto a Parigi 1937
- Argento nella sciabola a Napoli 1929
- Argento nel fioretto a Liegi 1930
- Argento nel fioretto a Vienna 1931
- Argento nella sciabola a Budapest 1933
- Argento nel fioretto a Varsavia 1934

A squadre
- Oro nel fioretto a Napoli 1929
- Oro nel fioretto a Liegi 1930
- Oro nel fioretto a Vienna 1931
- Oro nel fioretto a Varsavia 1934
- Oro nel fioretto a Losanna 1935
- Oro nel fioretto a Parigi 1937
- Oro nel fioretto a Piešťany 1938
- Oro nella sciabola a Piešťany 1938
- Argento nella sciabola a Liegi 1930
- Argento nella sciabola a Vienna 1931
- Argento nella sciabola a Budapest 1933
- Argento nella sciabola a Varsavia 1934
- Argento nella sciabola a Losanna 1935
- Argento nella sciabola a Parigi 1937

### Campionati italiani
Individuale
- Oro nella sciabola nel 1933
- Oro nella sciabola nel 1934
- Oro nel fioretto nel 1946

A squadre